# 塔托伊宮

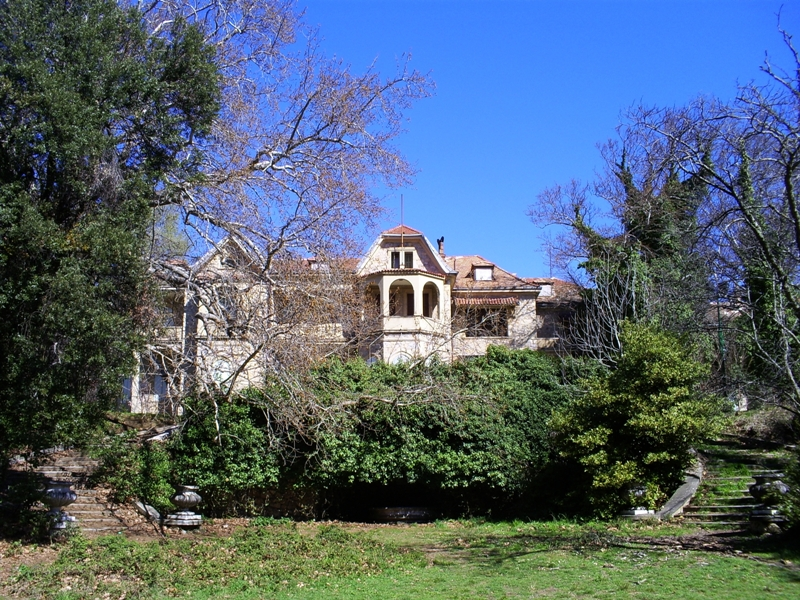
塔托伊宮

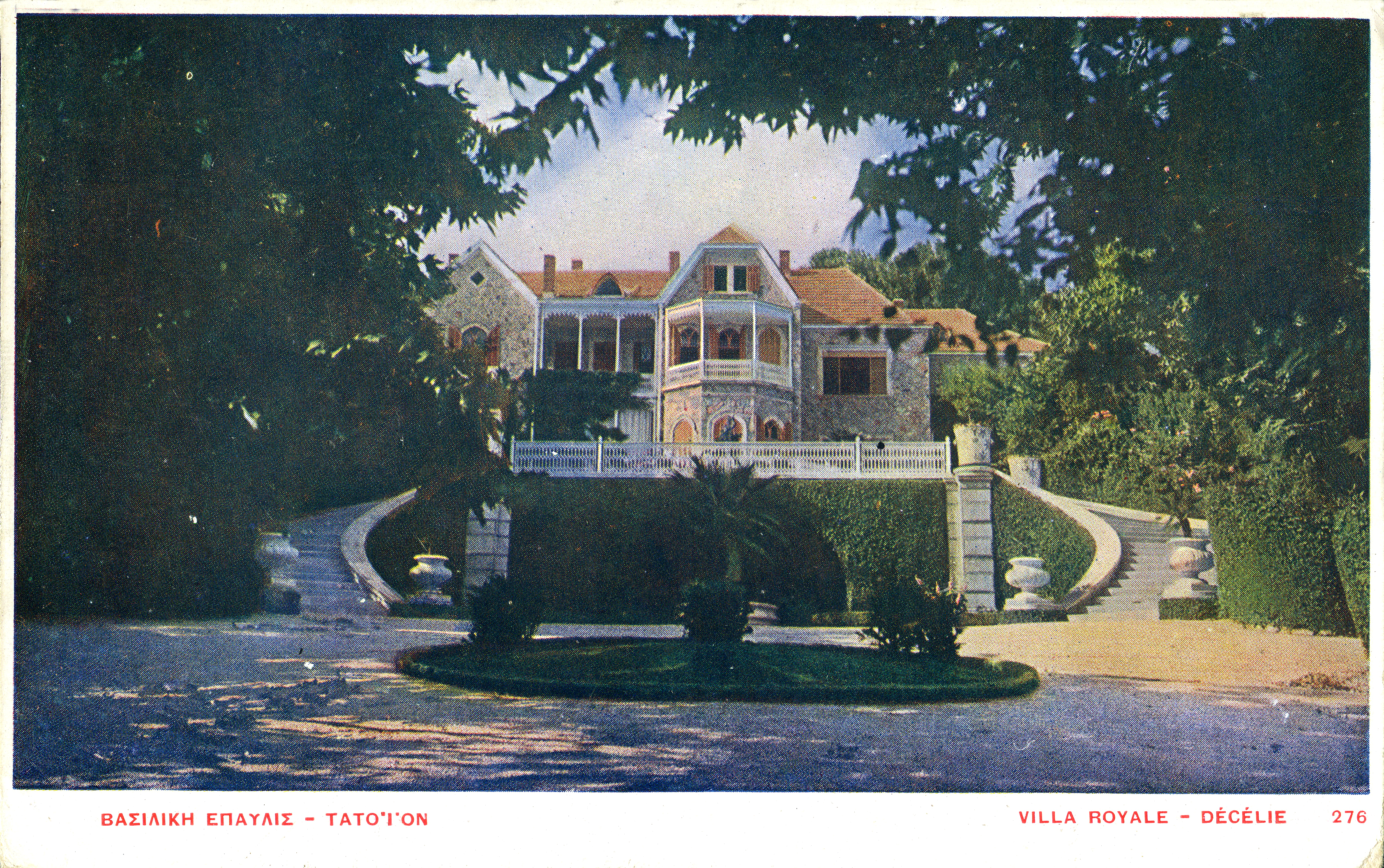
1915年左右的塔托伊宮

塔托伊宮是位於距希臘首都雅典市中心27公里處的一座宮殿，曾是希臘王室的夏宮，也是喬治二世的出生地。在第一次世界大戰期間，塔托伊宮曾經被燒毀。1973年希臘公投廢除王室之後，塔托伊宮被希臘政府強行徵收。塔托伊宮附近的林區設有王室的家族陵寢。

## 外部連結
- Tatoi Palace Picture Gallery by photographer Christos Gorezis （页面存档备份，存于）
- http://www.pbase.com/dead_poet/tatoi_estate （页面存档备份，存于）

38°09′45.83″N 23°47′37.28″E / 38.1627306°N 23.7936889°E